# Kristy Swanson
Kristen Nöel "Kristy" Swanson (19 de desembre de 1969) és una actriu estatunidenca coneguda per la seva interpretació com a Buffy Summers en la pel·lícula Buffy the Vampire Slayer el 1992. El 1987, Kristen va protagonitzar Flors en l'àtic, pel·lícula basada en la novel·la homònima de V. C. Andrews (1979).

## Carrera

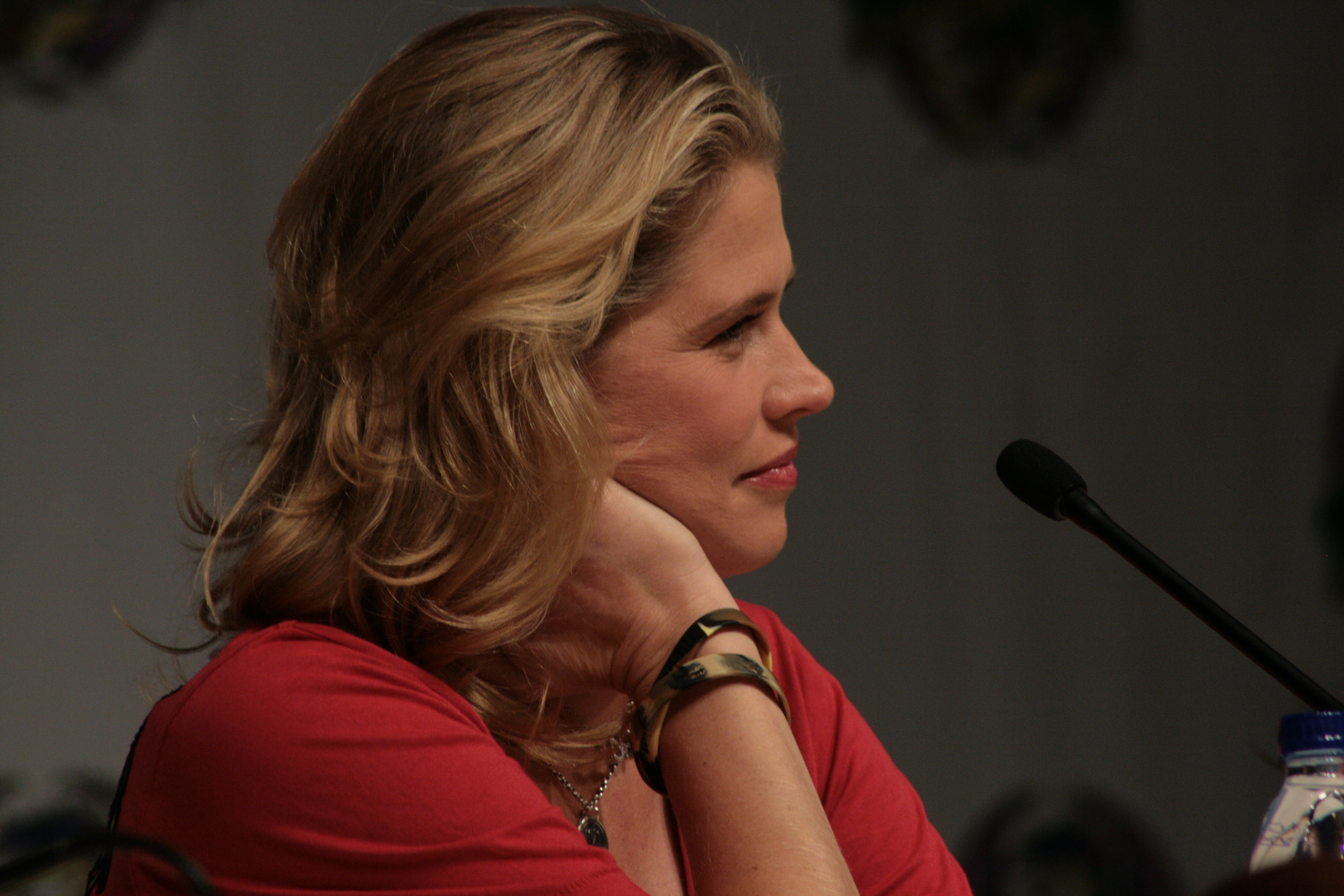
Kristy Swanson el 2009

Encara que els orígens de la seva carrera es remunten a la infantesa, com a rostre de comercials des dels 9 anys, va iniciar la seva carrera com a actriu durant la seva adolescència. Va començar actuant en diverses sèries de televisió i el 1986 va començar a destacar en el cinema, en cintes com la comèdia adolescent Ferris Bueller's Day Off i protagonitzant el film de terror i ciència-ficció Deadly Friend, una molt lliure adaptació suburbana de Frankenstein dirigida pel cineasta del gènere, Wes Craven.
El 1992 va interpretar el que és potser el seu paper de més anomenada, el de Buffy Summers en la primera aparició de Buffy the Vampire Slayer, personatge que fet i fet faria famosa a l'actriu Sarah Michelle Gellar, en la seva versió de sèrie de televisió. El 2010, Kristy es va expressar a favor d'una reemisió de Buffy, i a més va donar a conèixer que li agradaria interpretar algun paper en aquesta pel·lícula.
El 1995 va tenir un paper petit però controvertit en el drama Higher Learning dirigida pel cineasta John Singleton. Hi interpreta una estudiant que té una relació amb una companya d'estudis, interpretada per Jenniffer Connelly, i que va ser majorment editada a causa de l'apassionament d'algunes escenes de lesbianisme, que es van considerar inadequades per al públic nord-americà. Anys més tard, el 2001, Kristy realitzaria agosarades escenes al costat de Brandy Ledford en el thriller eròtic Zebra Lounge, una producció per la televisió, tot i que mai ha realitzat nus per a la pantalla.
El 1996 va coprotagonitzar al costat de Billy Zane i una emergent Catherine Zeta-Jones el film d'aventures The Phantom, interpretant al personatge de còmic, i promesa de l'heroi que dona títol a la història, Diana Palmer. De l'etapa posterior a aquest film es destaquen les comèdies Dude, Where's My Car? i Big Daddy al costat d'Adam Sandler. Després d'això, ha participat en diversos telefilms, com Red Water i Forbidden secrets
El 30 d'agost de 2000 va ser detinguda per la policia de Los Angeles en ser sorpresa conduint en estat d'embriaguesa, i va haver de sotmetre's a 10 sessions de tractament amb Alcohòlics Anònims.
Al novembre de 2002 va ser celebritat de portada de Playboy, edició il·lustrada amb 8 pàgines d'una sessió fotogràfica que va tenir lloc en una platja privada de Mèxic i que inclou nus frontals, la qual cosa va provocar sorpresa en el seu públic, ja que l'actriu mai havia acceptat treure's la roba per a un film o una publicació abans, i va argumentar la seva decisió dient: "No podia deixar passar l'oportunitat de treballar amb el fotògraf Phillip Dixon, i si s'ha de jutjar per l'aparença de les fotos penso que vaig prendre la decisió correcta".
El 2007, Kristy Swanson va ser arrestada per la policia de Ontario, Canadà, per protagonitzar una baralla en públic amb Marcia O'Brien, l'ex-parella del seu actual espòs, el patinador professional Lloyd Eisler, a qui va conèixer en un reality show de la televisió nord-americana, Skating with Celebrities i de qui es diu que hauria abandonat a la seva dona embarassada per Swanson. Després de pagar una fiança de 500 dolars EUA l'actriu va ser deixada en llibertat, encara que aquest fet es va deixar sentir en la premsa de faràndula perjudicant la seva imatge.

## Filmografia
Les seves pel·lícules més destacades són:
| Any  | Títol                                                     | Personatge               | Notes |
| ---- | --------------------------------------------------------- | ------------------------ | ----- |
| 1986 | Deadly Friend                                             | Samantha Pringle         |       |
| 1986 | Ferris Bueller's Day Off                                  | Simone Adamley           |       |
| 1986 | Mr. Boogedy                                               | Jennifer Davis           |       |
| 1986 | Miracle of the Heart: A Boy's Town Story                  | Stephanie Gamble         |       |
| 1986 | Pretty in Pink                                            | Duckette                 |       |
| 1987 | Flowers in the Attic                                      | Cathy Dollanganger       |       |
| 1987 | Not Quite Human                                           | Erin Jeffries            |       |
| 1987 | Juárez                                                    | Cathy Dodge              |       |
| 1988 | Nightingales                                              | Becky Granger            |       |
| 1990 | Diving In                                                 | Terry Hopkins            |       |
| 1990 | Dream Trap                                                | Sue Halloran             |       |
| 1991 | Highway to Hell                                           | Rachel Clark             |       |
| 1991 | Hot Shots!                                                | Kowalski                 |       |
| 1991 | Mannequin 2                                               | Jessie                   |       |
| 1992 | Buffy the Vampire Slayer                                  | Buffy Summers            |       |
| 1993 | Llops universitaris (The Program)                         | Camille Shafer           |       |
| 1993 | The Chili Con Carne Club                                  | Julie                    |       |
| 1994 | Getting In                                                | Kirby Watts              |       |
| 1994 | The Chase                                                 | Natalie Voss             |       |
| 1995 | Higher Learning                                           | Kristen Connor           |       |
| 1996 | Marshal Law                                               | Lilly Nelson             |       |
| 1996 | The Phantom                                               | Diana Palmer             |       |
| 1997 | Bad To The Bone                                           | Francesca Wells          |       |
| 1997 | Tinseltown                                                | Nikki Randall            |       |
| 1997 | Lover Girl                                                | Darlene Ferrari          |       |
| 1997 | 8 caps dins una bossa de viatge (8 Heads in a Duffel Bag) | Laurie Bennett           |       |
| 1998 | Pleasantville                                             | Concerned "Colored" Girl |       |
| 1998 | Ground Control                                            | Julie Albrecht           |       |
| 1999 | Un pare genial (Big Daddy)                                | Vanessa                  |       |
| 1999 | Supreme Sanction                                          | Jenna                    |       |
| 2000 | Dude, Where's My Car?                                     | Christie Boner           |       |
| 2000 | Meeting Daddy                                             | Llorer Lee               |       |
| 2001 | Zebra Lounge                                              | Louise Bauer             |       |
| 2001 | Soul Assassin                                             | Tessa Jansen             |       |
| 2003 | Silence                                                   | Julia Craig              |       |
| 2003 | Red Water                                                 | Kelli Raymond            |       |
| 2005 | Six Months Later                                          | Linda                    |       |
| 2005 | Forbidden Secrets                                         | Alexandra Kent Lambeth   |       |
| 2005 | Bound by Lies                                             | Laura Cross              |       |
| 2006 | Living Death                                              | Elizabeth Harris         |       |
| 2006 | The Black Hole                                            | Shannon Muir             |       |
| 2009 | The Closer                                                | Kaitlyn                  |       |
| 2010 | A Root Beer Christmas                                     | En producció             |       |
| 2010 | What If.                                                  | Wendy Walker             |       |

| Any     | Sèrie                        | Personatge        | Episodis    |
| ------- | ---------------------------- | ----------------- | ----------- |
| 1984    | It's Your Move               | Laura             | 1 episodi   |
| 1985    | Call to Glory                | 2 episodis        |             |
| 1985    | Cagney & Lacey               | Stephanie Brandon | 1 episodi   |
| 1986    | Alfred Hitchcock Presents    | Female Student #2 | 1 episodi   |
| 1986    | Valerie                      | Linda Perkins     | 1 episodi   |
| 1987-88 | Knots Landing                | Jody Campbell     | 5 episodis  |
| 1987    | Growing Pains                | Rhonda            | 1 episodi   |
| 1989    | B.L. Stryker                 | Lynn Ellingsworth | 2 episodis  |
| 1989    | Nightingales                 | Becky Granger     | 13 episodis |
| 1998-99 | Edició Anterior              | Erica Paget       | 20 episodis |
| 2000    | Grapevine                    | Susan Crawford    | 5 episodis  |
| 2003    | Just Shoot Me!               | Allison Cavanaugh | 1 episodi   |
| 2004    | CSI: Miami                   | Roxanne Price     | 1 episodi   |
| 2007    | Law & Order: Criminal Intent | Lorelei Mailer    | 1 episodi   |
| 2008    | 3Way                         | Leslie Lapdalulu  | 3 episodis  |